# Sijbilla van Nassau-Hadamar
Sijbilla van Nassau-Hadamar (Hadamar, 16 augustus 1629 - Metz, 11 april 1680) was een dochter van Johan Lodewijk van Nassau-Hadamar en diens echtgenote Ursula van Lippe.
Sijbilla huwde op 26 april 1655 in Metz (Frankrijk) met Piere II d'Aube (1630-1690). Kinderen uit dit huwelijk zijn:
- Piere III d'Aube (Troyes, 12 april 1656 - Weimar, 17 maart 1697), in 1680 gehuwd met Dorothea Marie Wettin, dochter van Ernst I van Saksen-Gotha en diens echtgenote Elisabeth Sophie van Saksen-Coburg.